# 미하루정
미하루정(일본어: 三春町 미하루마치[*])은 일본 후쿠시마현 다무라군의 정이다.

## 역사
에도 시대에는 미하루번의 성시였다.
- 1955년 4월 1일 - 다무라군 미하루정, 나카사토촌, 사와이시촌, 가나메타촌, 오기사와촌, 나카쓰마촌 등 6개 정·촌이 합병하여 미하루정이 신설되었다.
- 1955년 11월 15일 - 미하루정에 이와에촌의 일부(야마다, 네기야)가 편입되었다.

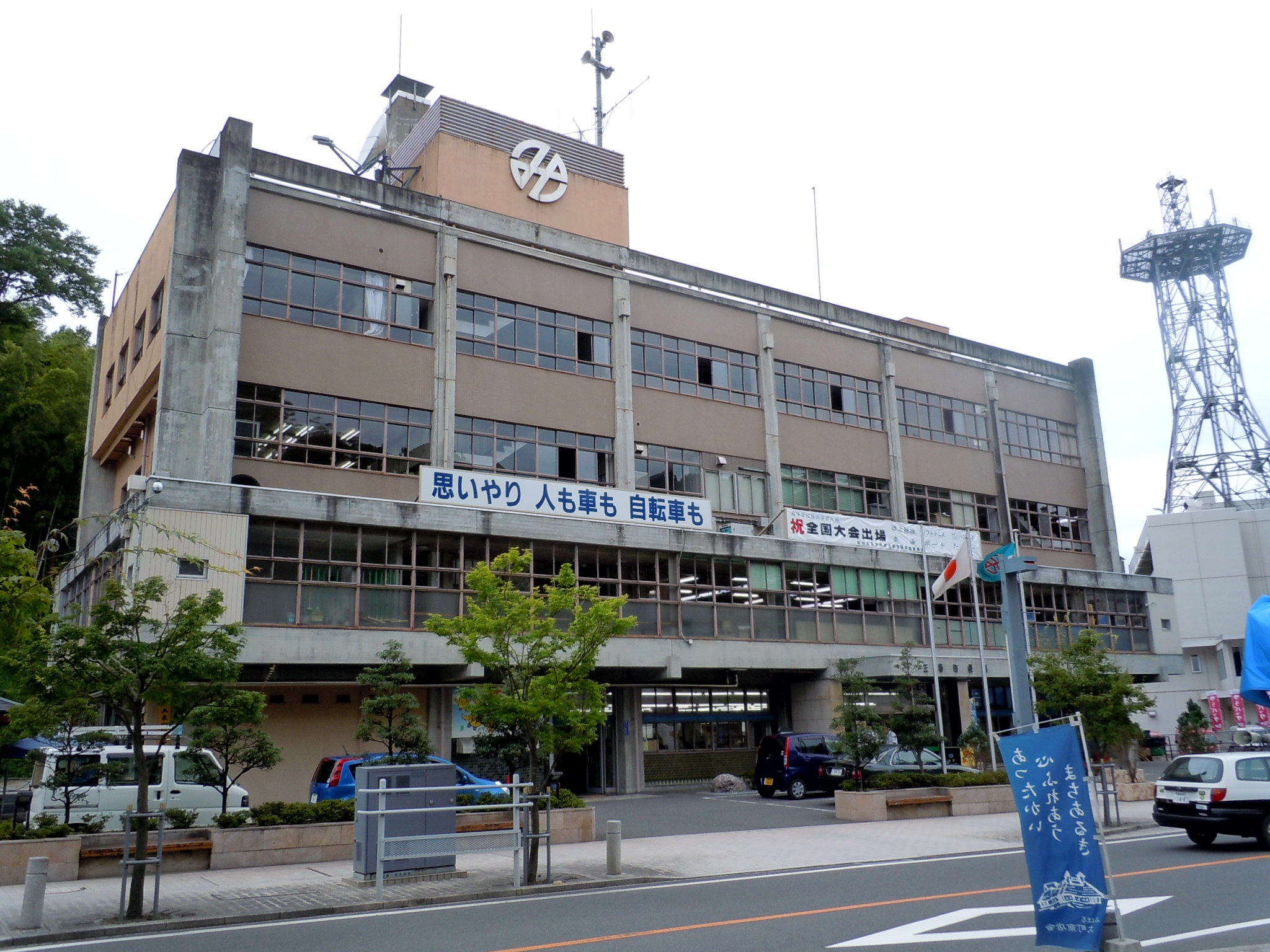
미하루정 사무소

## 인구
| 연도 | 인구   | ±%     |
| ---- | ------ | ------ |
| 1960 | 22,485 | —      |
| 1970 | 19,898 | −11.5% |
| 1980 | 19,047 | −4.3%  |
| 1990 | 19,205 | +0.8%  |
| 2000 | 19,976 | +4.0%  |
| 2010 | 18,191 | −8.9%  |

## 교통

### 철도
- 동일본 여객철도 반에쓰토선

### 도로
- 반에쓰 자동차도
- 국도 288호선(일본어판)